# Distrikt Pimpingos
Der Distrikt Pimpingos liegt in der Provinz Cutervo in der Region Cajamarca im Norden Perus. Der Distrikt wurde am 22. Oktober 1910 gegründet. Er besitzt eine Fläche von 169 km². Beim Zensus 2017 wurden 5288 Einwohner gezählt. Im Jahr 1993 lag die Einwohnerzahl bei 7590, im Jahr 2007 bei 6201. Sitz der Distriktverwaltung ist die 1747 m hoch gelegene Ortschaft Pimpingos mit 594 Einwohnern (Stand 2017). Pimpingos befindet sich 36 km nordnordöstlich der Provinzhauptstadt Cutervo.

## Geographische Lage
Der Distrikt Pimpingos befindet sich in der peruanischen Westkordillere nordostzentral in der Provinz Cutervo. Im Nordwesten reicht der Distrikt bis an das Südufer des nach Osten fließenden Río Chamaya. Im äußersten Süden reicht der Distrikt bis zum Cerro Mushadin. Dieser befindet sich innerhalb des Nationalparks Cutervo.
Der Distrikt Pimpingos grenzt im äußersten Südwesten an den Distrikt San Andrés de Cutervo, im Westen an den Distrikt Santa Cruz, im äußersten Nordwesten an den Distrikt Colasay (Provinz Jaén), im Norden an den Distrikt Choros, im Nordosten an den Distrikt Toribio Casanova sowie im Südosten an den Distrikt Santo Tomás.

## Ortschaften
Neben dem Hauptort gibt es folgende größere Ortschaften im Distrikt:
- Casa Blanca
- Condorhuasi
- El Palto
- Lanchepata
- Michino
- Panamá
- Pandalle
- Pucala